# Nudochernes gracilimanus
Nudochernes gracilimanus är en spindeldjursart som beskrevs av Volker Mahnert 1982. Nudochernes gracilimanus ingår i släktet Nudochernes och familjen blindklokrypare. Inga underarter finns listade i Catalogue of Life.